# ラミーキューブ
ラミーキューブ(Rummikub)は、数字の書かれたタイルを用いるイスラエルのテーブルゲーム。名前の通りトランプのラミーとルール上の共通点が多いが、場に出された牌の組み合わせを自由に変更できる点が特徴。

## 歴史
ラミーキューブは、ルーマニア生まれのユダヤ人のエフライム・ヘルツァノによって1930年代はじめに発明された。ヘルツァノは後にイスラエルに移住した。最初のラミーキューブは家族と共同で自宅の裏庭で作成した。ヘルツァノは最初のラミーキューブを戸別販売したり、小さな店に委託販売した。後には他の国にライセンスするようになり、イスラエル最大の輸出ゲームになった。1977年にアメリカ合衆国でもっとも売れたゲームであった。
1978年に出版されたヘルツァノの公式ラミーキューブ本によると、ラミーキューブには3種類があると説明されている（アメリカ・サブラ・国際）。現代のラミーキューブはサブラ版ルールの一変種のみを含み、他のルールには言及されていない。また、出版社によってルールに違いがある。
ラミーキューブに似たゲームに、イタリアのスートが4色に色分けされたカードを使うマキャベリや中央ヨーロッパ発祥のバチカンというゲームがある。2セットのトランプ（ジョーカーは全部で2枚）を使う。
トルコのボードゲーム「オケイ」もラミーキューブと同じタイルを使ってプレイを行い、ルールの異なる部分もあるが類似性及び用具の互換性もあり、一説には元になったと言われるが詳細は不明。
柔軟な思考と緻密な戦略を要するそのゲーム性は評価が高く、1980年にはドイツ年間ゲーム大賞を受賞している。
3年に1回、世界大会が開催されている。第1回と第5回大会で日本人の桑原正人が優勝。氏は1991年の第1回大会の開催地イスラエルを舞台にしたゴルゴ13の「ジョーカーを砕く」(98巻収録)において、ストーリーには関わらないが実名で登場している。
2015年の第9回大会では齋藤耕造、2018年の第10回大会では沼尻浩平が優勝している。

## 構成

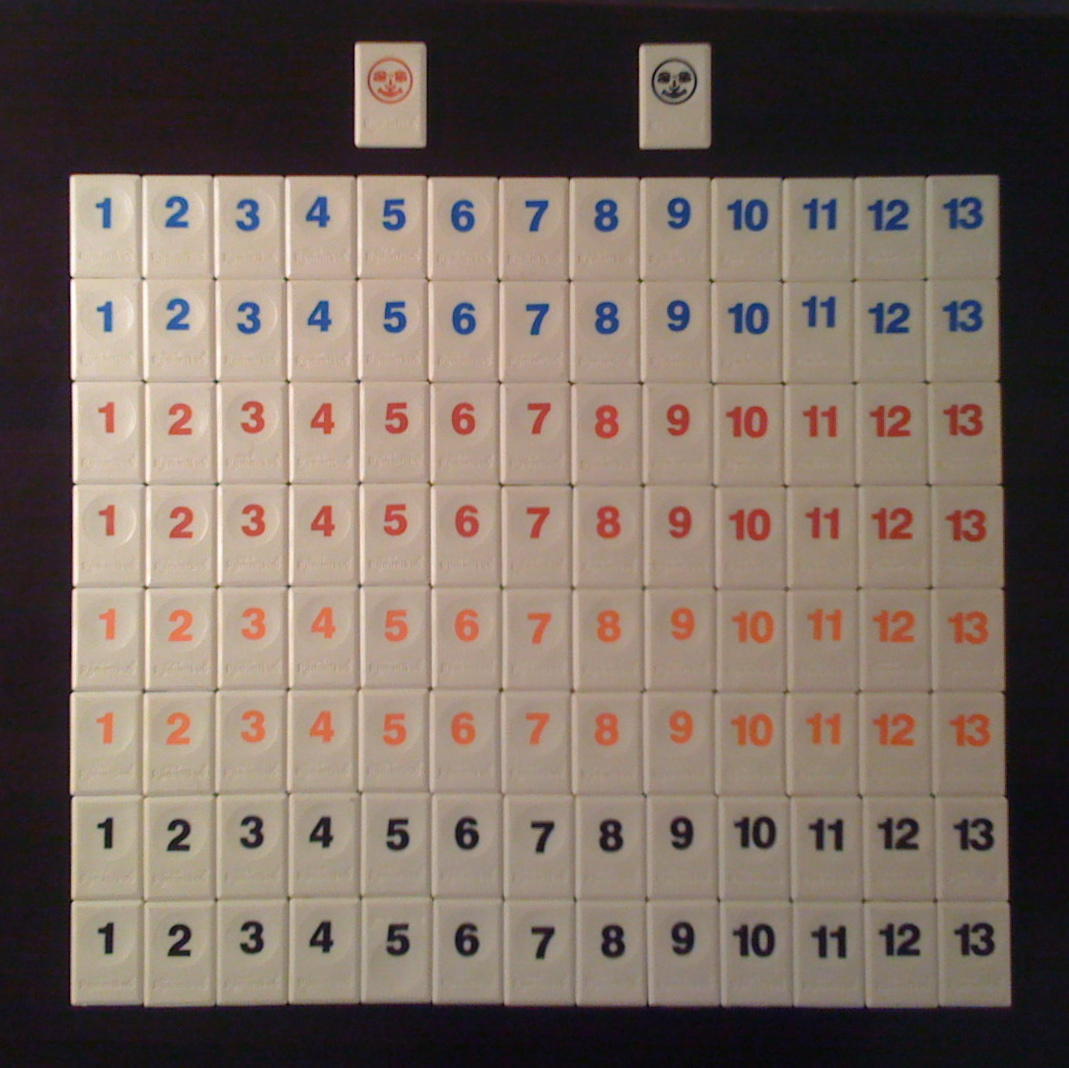
全106枚のタイル

ラミーキューブのタイルには青・赤・黄・黒の4つの色（スート）があり、1つのスートは1から13までの数字が書かれたタイルが2枚ずつで構成されている。それに加えて顔のマークがついたジョーカーが2枚（赤と黒、効果はいずれも同じ）あるので、合計は106枚となる。
タイルの代わりにトランプ2組を使っても同様に遊ぶことができる。

## ルール

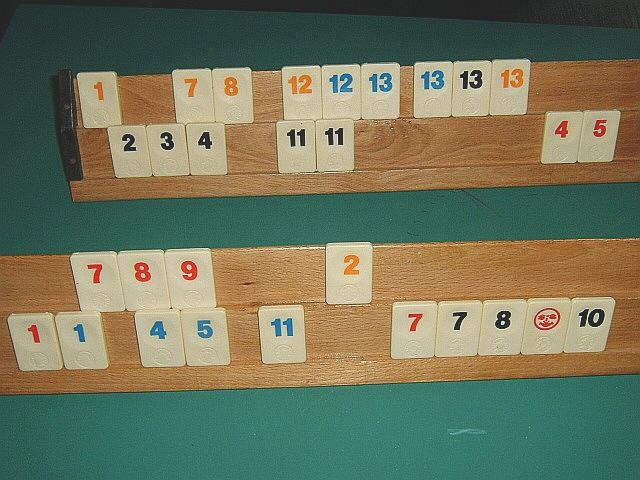
タイルとスタンド

### 準備
プレイヤーの数は2人から4人まで。各プレイヤーはランダムに14枚のタイルを取って初期の手牌とする。残りのタイルは7枚ずつ裏向きに積んで山としてテーブルに並べておく。

### 進行
各プレーヤーは、自分の番に、手牌からタイルを組み合わせて場に出すか山からタイルを1枚引くかのどちらかを行う。タイルはランかグループのどちらかの組み合わせでなければ場に出すことはできない。
- ラン：同じ色で数字の連続した3枚以上のタイル（例：赤の5・6・7）
- グループ：異なる色で同一の数字のタイル3枚または4枚（例：青・赤・黒の10）

ただし、最初にタイルを出す際には、手牌から出すタイルの数字の合計が30以上でなければ場に出せない。
一度（合計30以上の）組み合わせを場に出した後は、手牌でランやグループを作って場に出すだけでなく、既に場に出ているランやグループに繋げて出すこともできる。この場合、手牌から出すタイルは1枚以上であれば何枚でもよい。
- 例えば、場にある赤の5・6・7のランに対しては、手牌に赤の4や8があれば繋げることができる。さらに赤の9もあるときは8の後に繋げることができる。
- また、場にある赤・青・黒の10のグループに対しては、手牌に黄の10があれば繋げることができる。

この際、場に出ているタイルを崩して自由に組み合わせてもよい（これをアレンジと呼ぶ）。ただし、手番終了時に場に出ている全ての組が、ランかグループとして3枚以上で成立している必要がある。
- 例えば、場に青・赤・黄・黒の10のグループがあり、手牌に黒の8・9があるときは、青・赤・黄の10のグループと黒の8・9・10のランに組み替えることができる。
- しかし、場にあるのが青・赤・黒の10のグループである場合は、手牌に黒の8・9があっても（黒の10をランに組み替えるとグループの方が2枚になってしまうので）アレンジすることができない。ただし、手牌に黄の10もあるときは、青・赤・黄の10のグループと黒の8・9・10のランに組み替えることができる。

### 終了
誰かが全ての手札を出し切るとゲーム終了。その他のプレーヤーは手牌に残っているタイルの数字の合計分だけ失点し、勝利したプレイヤーは他のプレイヤーの失点の合計分得点を得る。

### ジョーカー
ジョーカーは任意の数字の代わりとして使うことができる。例えば赤の9・ジョーカー・赤の11を出した場合、ジョーカーは10として扱うため、数字の合計は30となり、最初に場に出すことが可能となる。ただし最後まで手牌に持っていた場合はマイナス50点として扱う。
ジョーカーを含むランやグループも自由にアレンジすることができる。ただしバリアントとして、ジョーカーが含まれたランやグループはアレンジすることができない（繋げることは可能）とされたり、アレンジすることはできるが一定のマイナス点が加算されるといったルールも存在する。